# Герб Камчатської області

Герб Камчатської області

Герб Камчатської області був офіційним символом Камчатської області та, після об'єднання з Коряцьким автономним округом, одним зі символів Камчатського краю до затвердження нового герба 17 лютого 2010 року.

## Опис
Герб Камчатської області являє собою чотирикутний із закругленими нижніми кутами, загострений у краї геральдичний щит. У лазуровому полі над хвилястим срібним краєм, обтяженої двома хвилясто-вигнутими лазуровими поясами — три чорні сопки (середня — перед двома бічними), облямовані сріблом, зі срібним снігом на вершинах і з вихідним з кожної вершини червленим полум'ям в оточенні срібного диму.